# Hvirvel
 Denne artikel bør gennemlæses af en person med fagkendskab for at sikre den faglige korrekthed.

 Der er for få eller ingen kildehenvisninger i denne artikel, hvilket er et problem. Du kan hjælpe ved at angive troværdige kilder til de påstande, som fremføres i artiklen.

En hvirvel (la. vortex), er i fluidmekanikken en roterende bevægelse i en fluid. Det kan f.eks. iagttages, når vand strømmer ud af bunden i et badekar.
Alle spiralbevægelser med lukkede strømlinjer er hvirvelstrømme. Bevægelse af en væske, der hvirvler hurtigt omkring et center, kaldes en vortex. Hastigheder og rotationshastighed af væskens hastighed er størst nær centrum og aftager gradvist væk fra centrum.
Hvirvler kan være en såkaldt fri vortex, hvor den individuelle hvirvel opretholder energi i form af en strømkilde eller et fald i vortexcentrum, som derefter danner en logaritmisk strømformular.
Et kaotisk system af hvirvler kaldes for turbulent strømning.